# أمنحتب المسمى حوي
كان أمنحتب المسمى حوي ابن الملك في كوش تحت قيادة توت عنخ آمون. كان خليفة تحتمس الذي خدم في عهد أخناتون. وخلفه لاحقًا باسر الأول.

## سيرة شخصية
حوي هو ابن سيدة تدعى ويرنر (أب غير معروف)، زوج تيمواجسي - زعيم حريم آمون وحريم توت عنخ آمون. ابنه هو باسر الأول.
امتدت أراضي ولاية حوي من نخن إلى نبتة، وهكذا شملت الولاية وادي النيل النوبي والمناطق الصحراوية المحيطة به. من الواضح، من الناحية الإدارية، أن أراضي الحاكم تم تقسيمها إلى قسمين: واوات وكوش، لأن الجداريات من مقبرة حوي تصور نوابه (المفوضين) لهاتين المنطقتين.
تولى حوي منصبه بعد تحتمس، الذي خدم في عهد الملك أخناتون، وانتقل إلى ابنه باسر الأول.

## قبر حوي

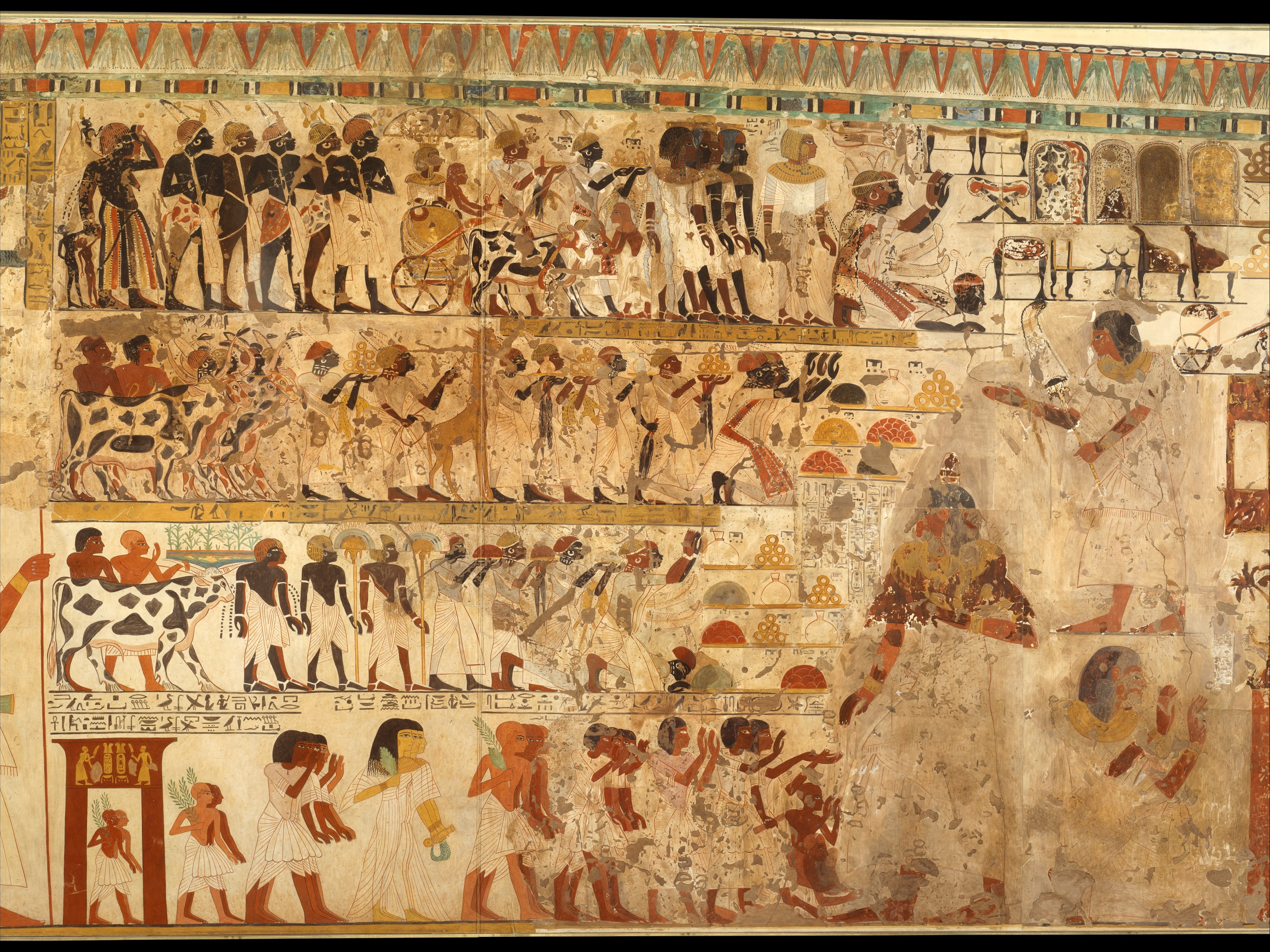
مشهد تقديم الهدايا من القبر، حوالي 1353-1327 قبل الميلاد

يقع قبر حوي (TT40) في مقبرة طيبة في قرنة مرعي، ويفصل بينها مضيق من مقبرة الشيخ عبد القرنة، ويقع في أقصى جنوب تلة مقابر النبلاء. تعتبر هذه المقبرة من أولى المقابر التي تم اكتشافها واستكشافها في فجر علم المصريات، مما أثر سلبًا على الحفاظ على لوحاتها. وهي تصور مشاهد لحوي يتلقى من يد أمين الصندوق الملكي في حضور الملك أمر تعيينه «الابن الملكي لكوش»، متلقيًا ختم مكتب «الابن الملكي لكوش»، وصل لحوي على متن سفن شراعية مهيبة متعددة المجاديف، تكريمًا للحاكم على شكل خواتم ذهبية، وأكياس من الرمال الذهبية، وجلود النمر، وتوابيت وأواني ثمينة، ووزن وجرد الجزية المستلمة وتسليمها إلى محكمة توت عنخ آمون. يبدو أن المشهد الأخير هو الأكثر إثارة للفضول: في ثلاثة صفوف على عرش توت عنخ آمون، يقترب النوبيون ويحملون الهدايا ويقودون الماشية. عند أقدام الملك أواني مطوية مليئة بالذهب والفضة والأحجار الكريمة وأنياب الأفيال الأفريقية وقطع من خشب الأبنوس والدروع النوبية والأقواس وعربة وصناديق ومقاعد فاخرة. من بين الهدايا، نماذج متعددة الألوان مزينة بالذهب للأهرام والنخيل والزرافات والنوبيين. النخبة النوبية من بلاد فافات، بقيادة أمير مدينة ميام (عنيبة) حقانفر، يسيرون في الصف الأول من المسوخ، يليهم «أبناء النبلاء من مختلف البلدان»، وخدم القرابين الذهبية، وهو نوبي. أميرة في عربة يجرها ثور تحت مظلة واسعة من ريش النعام. العبيد هم آخر من يتبع.
في الصفين الثاني والثالث نبلاء من كوش مع الهدايا. من بين القرابين الأخرى، يطاردون الماشية والزرافة.
ينتقل هذا الموكب بأكمله من ضفة النيل، حيث توجد السفن ذات الأشرعة على الرصيف. يوجد أعلاه نقش يخبرنا بالعودة الآمنة لـ «ابن الملك كوش» إلى طيبة.